# اوکوسه
اوکوسه (به صربی: Okose) یک منطقهٔ مسکونی در صربستان است که در نووی پازار واقع شده‌است.